# Waking Up (Lied)
Waking Up (englisch für „Aufwachen“) ist ein Lied des deutschen DJs Felix Jaehn aus dem Jahr 2024, in Zusammenarbeit mit der deutschen Popsängerin Leony.

## Entstehung und Artwork
Geschrieben wurde das Lied gemeinsam von den beiden Interpreten Leonie Burger (Leony) und Felix Jaehn, zusammen mit den Koautoren Mark Becker, Hannes Sigl und Vitali Zestovskih. Becker, Jaehn und Zestovskih zeichneten darüber hinaus auch für die Produktion verantwortlich, unterstützt wurden sie dabei durch das Produzentenquartett Junkx (bestehend aus Dennis Bierbrodt, Stefan Dabruck, Jürgen Dohr und Guido Kramer). Zusammen mit Junkx waren Jaehn und Zestovskih auch für die Instrumentierung in Form von Keyboards sowie die Programmierung zuständig. Junkx wurde zudem in Eigenverantwortung für die Abmischung engagiert. Das Mastering erfolgte unter der Leitung des Brüderpaars Dirk und Marco Duderstadt.
Auf dem Frontcover der Single sind die beiden Interpreten Felix Jaehn und Leony zu sehen. Jaehn hält dabei eine Diskokugel, mit seiner linken, ausgestreckten Hand, vor sich. Diese ist scharf zu erkennen, während Jaehn und Leony eher unscharf im Hintergrund zu erkennen sind.

## Veröffentlichung und Promotion
Die Erstveröffentlichung von Waking Up erfolgte als Single am 12. Januar 2024. Diese erschien als Einzeltrack zum Download und Streaming bei Virgin Records (Katalognummer: 23UM1IM65192). Der Vertrieb erfolgte durch Universal Music, verlegt wurde das Lied durch Collaection, Edition Vize Dudes, den Hanseatic Musikverlag, Das Maschine, Sony Music Publishing und We Publish Music. Am 8. März 2024 erschien ein Remix von der britischen DJ Essel als digitaler Einzeltrack.
Um das Lied zu bewerben, erschien am Tag der Singleveröffentlichung ein Lyrikvideo auf der Videoplattform YouTube.

## Hintergrund
Felix Jaehn und Leony kennen sich bereits seit 2019. Leony sei gerade nach Berlin gezogen, als sich die beiden zufällig bei einem befreundeten Produzenten getroffen hätten. Seitdem hätten sie immer wieder zusammen Lieder geschrieben, Sessions gemacht und wollten schon länger zusammen einen Titel veröffentlichen. Die ursprüngliche Idee zu Waking Up stammte dabei von Leony. Jaehn erklärte die Entwicklung wie folgt: „Wir waren im November (2023) zusammen im Urlaub und saßen am Pool. Leony hat mir einige Ideen für ihre kommende EP vorgespielt. Als wir die erste Demoversion von Waking Up gehört haben, meinten alle am Pool so: Uuuuhh – Thats the One!“

## Inhalt
Der Liedtext zu Waking Up ist in englischer Sprache verfasst; der Titel bedeutet ins Deutsche übersetzt „Aufwachen“. Die Musik und der Text wurden gemeinsam von Mark Becker, Felix Jaehn, Leony, Hannes Sigl und Vitali Zestovskih verfasst beziehungsweise komponiert. Musikalisch bewegt sich das Lied im Bereich der elektronischen Musik, stilistisch im Bereich des House. Das Tempo beträgt 128 Schläge pro Minute. Die Grundtonart ist As-Dur.
Aufgebaut ist das Lied auf zwei Strophen, einem Refrain und einer Bridge. Es beginnt mit der ersten Strophe, die als Vierzeiler verfasst wurde. An diese schließt sich erstmals der achtzeilige Refrain an, der sich aus einem sich wiederholenden Vierzeiler zusammensetzt. Der gleiche Aufbau wiederholt sich mit der zweiten Strophe. Auf den zweiten Refrain folgt die Bridge, die lediglich aus dem sich zweimal wiederholenden Ausruf „Waking Up“ besteht. Danach endet das Lied mit dem dritten Refrain. Der Gesang während des gesamten Liedes stammt von Leony, Jaehn wirkte lediglich an der Studioarbeit mit.
| „Want to know what’s on my mind. It’s like an empty space, got tired eyes. Oh-oh, day and night. Oh, day and night.“ – Refrain, Originalauszug | „Ich will wissen, was mir durch den Kopf geht. Es ist wie ein leerer Raum, der müde Augen hat. Oh-oh-oh, Tag und Nacht. Oh, Tag und Nacht.“ – Refrain, Übersetzung |

## Mitwirkende
| Liedproduktion - Mark Becker: Komposition, Liedtext, Musikproduktion - Dennis Bierbrodt: Abmischung, Keyboard, Musikproduktion, Programmierung - Leonie Burger (Leony): Gesang, Komposition, Liedtext - Stefan Dabruck: Abmischung, Keyboard, Musikproduktion, Programmierung - Jürgen Dohr: Abmischung, Keyboard, Musikproduktion, Programmierung - Dirk Duderstadt: Mastering - Marco Duderstadt: Mastering - Felix Jaehn: Keyboard, Komposition, Liedtext, Musikproduktion, Programmierung - Guido Kramer: Abmischung, Keyboard, Musikproduktion, Programmierung - Hannes Sigl: Komposition, Liedtext - Vitali Zestovskih: Keyboard, Komposition, Liedtext, Musikproduktion, Programmierung | Unternehmen - Collaection: Musikverlag - Edition Vize Dudes: Musikverlag - Hanseatic Musikverlag: Musikverlag - Das Maschine: Musikverlag - Sony Music Publishing: Musikverlag - Universal Music: Vertrieb - Virgin Records: Musiklabel - We Publish Music: Musikverlag |

## Rezensionen
Isabel von Glahn von 1 Live zeigt sich positiv darüber, dass sich Felix Jaehn und Leony „endlich“ für eine gemeinsame Single zusammengetan hätten. Dabei würden sie sich mit sichtlich Spaß an einen neuen Sound wagen und eine neue musikalische Facette von sich zeigt. Hinter Waking Up verbirge sich wider Erwarten kein sommerlicher Titel, sondern ein funkiger Disco-Track im 70er- und 80er-Jahre-Stil.

## Chartplatzierungen
Waking Up verfehlte nach seiner Erstveröffentlichung zunächst den Einstieg in die Singlecharts, konnte sich jedoch am 19. Januar 2024 auf Rang 14 der deutschen Single-Trend-Charts platzieren. In den Folgewochen platzierte es sich weiterhin in den Single-Trend-Charts und erreichte dort zunächst mit Rang drei am 15. März 2024 seine Höchstplatzierung. In der Chartwoche vom 29. März 2024 gelang schließlich der Sprung auf Rang 96 der Singlecharts. In den Midweekcharts der gleichen Chartwoche belegte das Lied noch Rang 83. Darüber hinaus belegte das Lied Rang sechs der deutschen New Entry Airplaycharts sowie Rang neun der Airplaycharts. 2024 belegte Waking Up Rang 61 der deutschen Airplay-Jahrescharts.
Felix Jeahn erreichte als Interpret mit Waking Up, inklusive des Charterfolgs mit dem Musikprojekt Eff, zum 27. Mal die deutschen Singlecharts. In seiner Produzententätigkeit ist es sein 26. Charthit in Deutschland und in seiner Funktion als Autor sein 24. Charthit. Für Leony als Interpretin ist dies der 13. Charthit in Deutschland sowie bereits der 14. in ihrer Autorentätigkeit.